# Alfonso Maria de' Liguori
Alfonso Maria de' Liguori (Marianella, 27 settembre 1696 – Nocera dei Pagani, 1º agosto 1787) è stato un vescovo cattolico e compositore italiano, fondatore della Congregazione del Santissimo Redentore, autore di opere letterarie, teologiche e di celebri melodie; beatificato nel 1816, fu proclamato santo da papa Gregorio XVI nel 1839 e dichiarato dottore della Chiesa (doctor zelantissimus) nel 1871 da papa Pio IX.

## Biografia

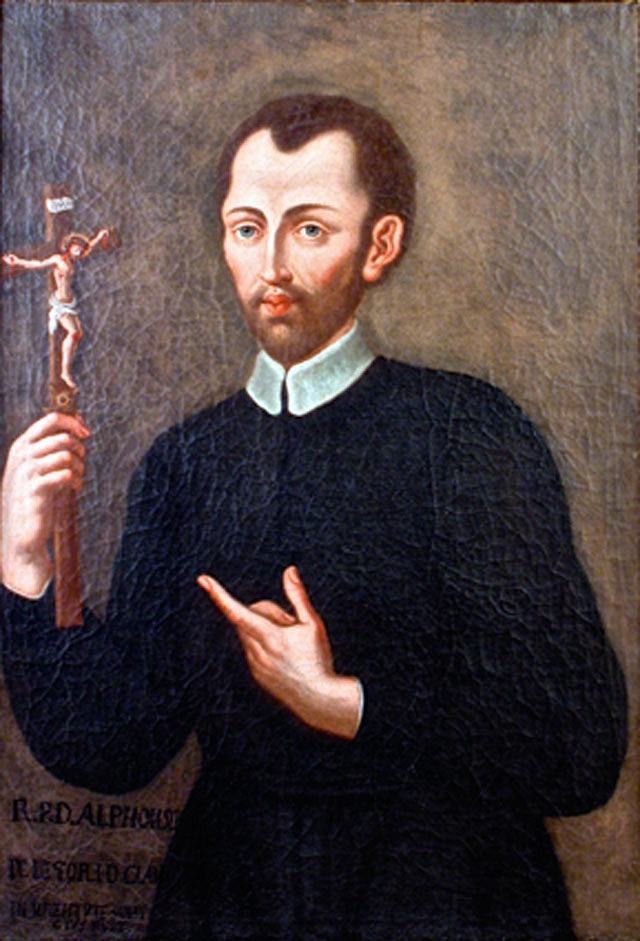
Francobollo commemorativo

### Gli studi
Nato a Marianella, all'epoca casale di Napoli (oggi parte della municipalità 8 del comune di Napoli), era il primo di otto figli di don Giuseppe de' Liguori e di Anna Maria Caterina Cavalieri, dei marchesi d'Avernia, originaria del brindisino.
Il padre, un nobile cavaliere del seggio di Portanova, nonché ufficiale superiore della marina militare, lo affidò, sin da piccolo, a precettori di rango, tra cui il pittore Francesco Solimena che gli insegnò i rudimenti della sua arte in cui, negli anni a venire, Alfonso diede prova di abilità.
All'età di soli 12 anni s'iscrisse all'Università di Napoli e, quattro anni dopo, nel 1713 conseguì il dottorato (diritto civile e canonico dopo aver sostenuto un esame col grande filosofo e storico Giambattista Vico), cominciando a esercitare la professione di avvocato già all'età di 16 anni. Nel 1718 ottenne la nomina a giudice del "Regio portulano" di Napoli. Frequentava la Confraternita dei dottori presso la chiesa dei Girolamini dei filippini e si assunse il compito di visitare i malati del più grande ospedale di Napoli.
Una dura sconfitta nella sua carriera professionale di legale nel 1723 fece maturare la sua ferma decisione di consacrarsi a Dio che vide l'opposizione del padre che lo voleva sposo di una lontana parente. Fu ordinato sacerdote il 17 dicembre 1726, all'età di 30 anni e, come risultato di un compromesso con il padre, sempre contrario alla sua scelta, non poté entrare nella congregazione dell'oratorio di San Filippo Neri, divenendo sacerdote diocesano con residenza nella casa paterna. Chiamava a raccolta i fedeli più umili a cui spiegava il Vangelo con modi semplici davanti alla chiesa di Santa Teresa degli Scalzi. Le riunioni vennero inizialmente ostacolate dalle autorità civili e religiose ma, grazie alla caparbietà del sacerdote e dei fedeli, furono approvate dal cardinale Francesco Maria Pignatelli.
Ebbe come padre spirituale e confessore san Giovan Giuseppe della Croce.
A seguito del terremoto del 1731 che aveva colpito la città di Foggia e che stava provocando l'allontanamento dei fedeli dalla Chiesa si recò, alcuni anni dopo, in Capitanata. Qui, secondo fonti dell'epoca, il 30 novembre mentre predicava nella chiesa di San Giovanni Battista sarebbe stato avvolto da un fascio di luce e sarebbe stato visto levitare da terra davanti a tutta la folla radunata. L'episodio è ricordato nella raffigurazione di una delle vetrate della cattedrale di Foggia e anche in un quadro conservato nella chiesa dove sarebbe avvenuto l'episodio.

### Congregazione del Santissimo Redentore
Nel 1732, all'età di 36 anni, lasciò definitivamente Napoli ritirandosi nuovamente a Scala (in provincia di Salerno) dove fondò la congregazione del Santissimo Redentore, poi presso l'eremo benedettino di Villa degli Schiavi a Liberi (provincia di Caserta e diocesi di Caiazzo) nel 1734 dove aprì la loro prima casa. La vita della nuova congregazione fu travagliata, in seguito ai diversi divieti applicati agli ordini religiosi e Alfonso Maria de' Liguori si valse della propria esperienza giuridica, scegliendo la formula della congregazione religiosa, legale nel Regno di Napoli. La congregazione venne approvata nel 1749 da papa Benedetto XIV.
I Redentoristi, con la loro predicazione improntata alla semplicità apostolica, valicarono con le loro missioni i confini del regno giungendo sino in Italia centrale e in Polonia.
Negli anni precedenti e successivi alla fondazione della congregazione, Alfonso si dedicò alla stesura di numerose opere ascetiche, dogmatiche, morali e apologetiche, tra cui la Theologia moralis (1753-1755) e La pratica del confessore (1755). Fu anche compositore di due celebri canti natalizi, ossia il canto napoletano Quanno nascette Ninno e la sua derivazione in italiano Tu scendi dalle stelle, che vennero realizzati rispettivamente nel 1731 a Ravello (provincia di Salerno) e nel 1744 a Deliceto (provincia di Foggia).

### Vescovo

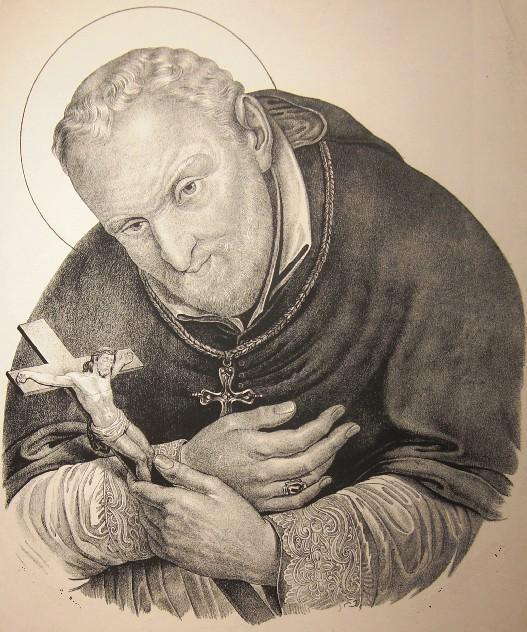
Alfonso Maria de' Liguori, in una rappresentazione del XIX secolo, che lo mostra affetto da osteoartrite cervicale progressiva e tiene il crocifisso con la mano sinistra

Nel 1762 papa Clemente XIII lo volle contro la sua volontà vescovo della diocesi di Sant'Agata de' Goti. Durante la terribile carestia che colpì nel gennaio 1764 il Regno di Napoli, Alfonso Maria de' Liguori riuscì a limitare le sofferenze della popolazione del suo territorio. Si industriò, assieme ai governatori locali, ai sacerdoti della città e della diocesi, per accendere mutui e calmierare il prezzo del pane arrivato alle stelle, rilanciando l'economia bloccata per quasi due anni. Nel 1775 lasciò la carica vescovile per problemi di salute: soffriva infatti di una forma di artrite che gli incurvò la spina dorsale.
I suoi agiografi raccontano che mentre era vescovo, nel 1774, andò in bilocazione a Roma per assistere papa Clemente XIV che stava morendo e partecipò ai suoi funerali. I suoi confratelli ad Arienzo, nel Palazzo Vescovile dove risiedeva, l'avrebbero visto, per due giorni consecutivi, fermo su una poltrona, immobile come una statua, mentre a Roma sarebbe stato visto intento a confortare il papa che era in agonia. Per la sua malferma salute trascorse molti mesi all'anno nel Palazzo Vescovile di Arienzo risiedendo fuori dalla città episcopale di S. Agata ma nel territorio della sua diocesi.

Tra il 1770 e il 1776 tentò più volte di costituire una missione nel territorio di Martina Franca e scrisse in risposta ad alcune tesi dell'abate Magli di Martina un breve testo, Dichiarazione del sistema intorno alla regola delle azioni morali, che in seguito venne integrato nell'opera Theologia Moralis.

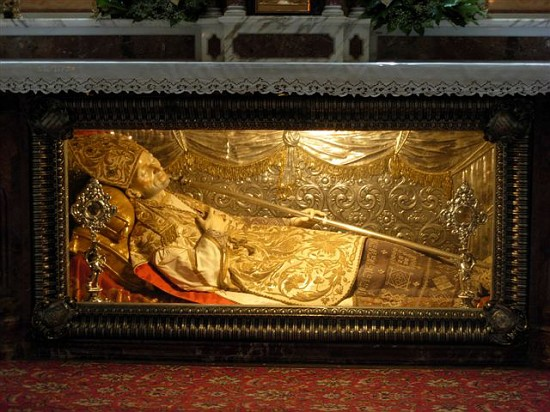
Urna di Sant'Alfonso Maria de' Liguori nella basilica omonima a Pagani

Si trasferì nella casa dei Redentoristi di Nocera dei Pagani (il nome con cui era conosciuta in passato, tra XVI secolo e il 1806, una civitas che comprendeva un'ampia porzione dell'agro nocerino, formata da 5 attuali comuni: Nocera Inferiore, Nocera Superiore, Pagani, Sant'Egidio del Monte Albino e Corbara), dove rimase fino alla morte, il 1º agosto 1787. Oggi riposa in un'urna all'interno della basilica pontificia di Pagani a lui intitolata.

## Il culto
Fu beatificato il 15 settembre 1816 da papa Pio VII e canonizzato il 26 maggio 1839 da papa Gregorio XVI.
Papa Pio IX lo proclamò dottore della Chiesa nel 1871 a soli 84 anni dalla morte, mentre papa Pio XII nel 1950 gli conferì il titolo di "celeste Patrono di tutti i confessori e moralisti".

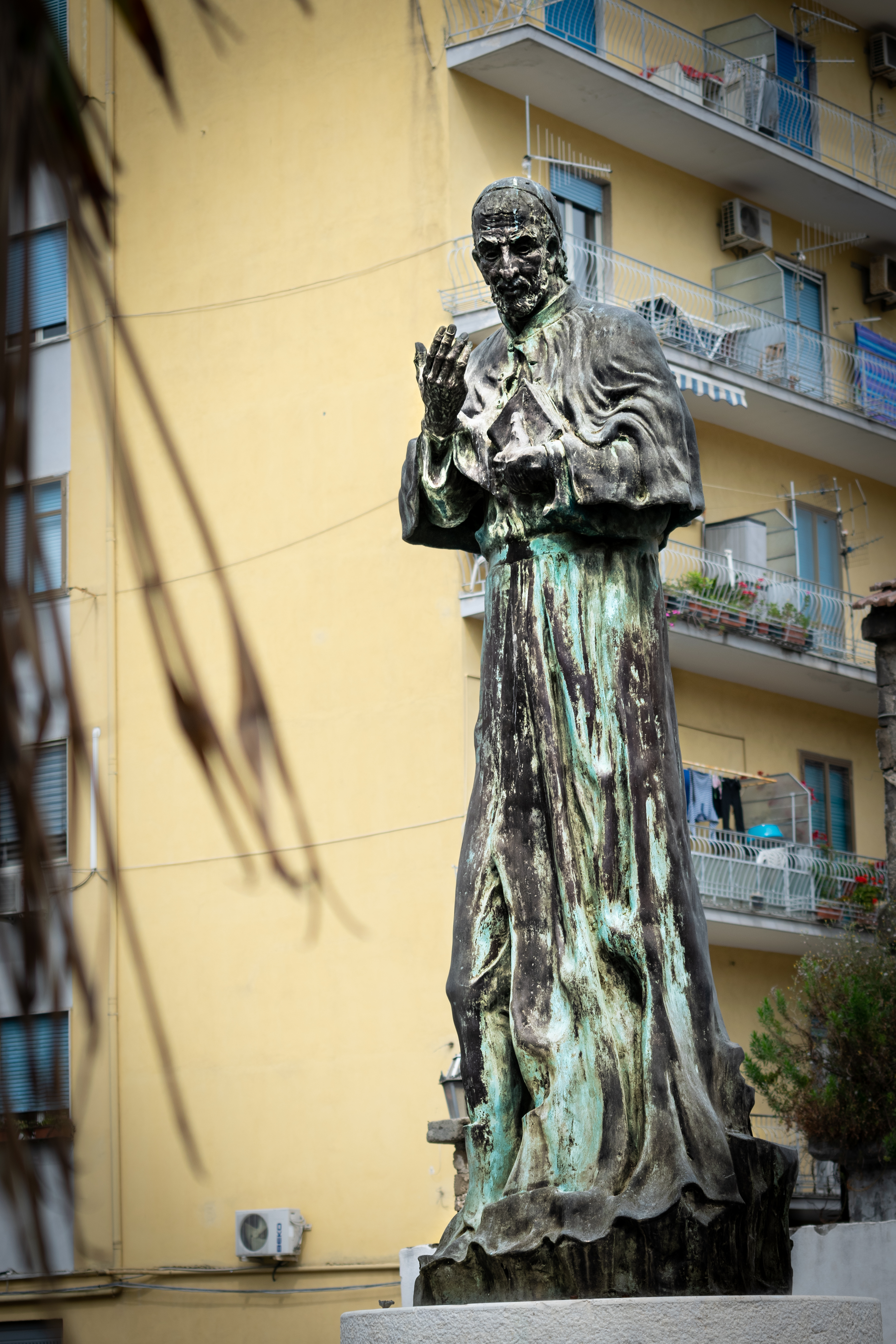
Scultura bronzea di Sant'Alfonso Maria de' Liguori nella piazza omonima a Pagani

La sua memoria ricorre il 1º agosto o il 2 agosto nella messa tridentina.

## Genealogia episcopale
La genealogia episcopale è:
- Cardinale Scipione Rebiba
- Cardinale Giulio Antonio Santori
- Cardinale Girolamo Bernerio, O.P.
- Arcivescovo Galeazzo Sanvitale
- Cardinale Ludovico Ludovisi
- Cardinale Luigi Caetani
- Cardinale Ulderico Carpegna
- Cardinale Paluzzo Paluzzi Altieri degli Albertoni
- Cardinale Flavio Chigi
- Papa Clemente XII
- Cardinale Giovanni Antonio Guadagni, O.C.D.
- Cardinale Ferdinando Maria de' Rossi
- Vescovo Alfonso Maria de' Liguori

## Principali opere
Sant'Alfonso fu autore di oltre 100 opere, sia "popolari", facilmente accessibili a tutti, sia esegetiche, riguardanti la teologia (in particolare quella morale), l'apologetica, la dogmatica e ascetica.
- Massime Eterne, 1728
- Pratica di amar Gesù Cristo, 1768
- Storia delle eresie[6], 1768
- Canzoncine spirituali, 1732
- Visite al Santissimo Sacramento, 1745
- Theologia moralis (I edizione), 1748
- Le glorie di Maria, 1750
- Apparecchio alla morte, 1758
- Del gran mezzo della preghiera, 1759
- Vera sposa di Gesù Cristo, 1760[7]
- Considerazioni sopra la passione di Gesù Cristo, 1760
- Dell'uso moderato della opinione probabile, 1765
- Verità della Fede, 1767
- Pratica del Confessore per ben esercitare il suo Ministero, 1771

A tutt'oggi si calcola che le opere di Sant'Alfonso siano state tradotte in più di 70 lingue, e che abbiano avuto 21.000 edizioni.

Tra i componimenti musicali:
- Quanno nascette Ninno e la sua derivazione in italiano Tu scendi dalle stelle, composte rispettivamente nel 1731 e nel 1744
- Fermarono i cieli
- Protesta della buona morte